# Tureia (Polinesia Francesa)
Tureia es una comuna francesa situada en la subdivisión de Islas Tuamotu-Gambier, que forma parte de la colectividad de ultramar de Polinesia Francesa.

## Composición
La comuna está formada por la unión de los cinco atolones de Fangataufa, Mururoa, Tematangi, Tureia y Vanavana.

## Demografía
| Gráfica de evolución demográfica de Tureia entre 1971 y 2012 |
|                                                              |

Fuente: Insee